# Macrosiagon acutipenne
Macrosiagon acutipenne is een keversoort uit de familie waaierkevers (Rhipiphoridae). De wetenschappelijke naam van de soort is voor het eerst geldig gepubliceerd in 1904 door Pierce.